# SuRie
Susanna Marie Cork bedre kendt som SuRie (født 19. februar 1989) er en engelsk sanger-sangskriver og musiker, som repræsenterede Storbritannien Eurovision Song Contest 2018 med sangen "Storm". Hun havnede på en 24. plads i finalen.